# Janoir
Janoir is een Frans historisch merk van motorfietsen en auto's.
Janoir in Saint-Ouen (Seine-Saint-Denis) ging in het begin van de twintigste eeuw motorfietsen maken. Ze hadden een tweecilinderboxermotor van 995 cc met drie versnellingen. Bijzonder was de 15 liter tank, terwijl in die tijd een tank van 7 of 8 liter gebruikelijk was. In 1921 werd een nieuw frame in gebruik genomen, met een soort stroomlijn. De machine had voor en achter bladvering en kettingaandrijving. Bij de auto's betrof het de lichte cyclecars. Ook deze hadden tweecilinderboxermotoren van 965 tot 995 cc. De productie eindigde in 1922.